# Neuville-sur-Brenne
Neuville-sur-Brenne is een gemeente in het Franse departement Indre-et-Loire (regio Centre-Val de Loire) en telt 623 inwoners (1999). De plaats maakt deel uit van het arrondissement Tours.

## Geografie
De oppervlakte van Neuville-sur-Brenne bedraagt 6,9 km², de bevolkingsdichtheid is 90,3 inwoners per km².
De onderstaande kaart toont de ligging van Neuville-sur-Brenne met de belangrijkste infrastructuur en aangrenzende gemeenten.

## Demografie
Onderstaande figuur toont het verloop van het inwonertal (bron: INSEE-tellingen).

1. ↑  Populations de référence 2022.